# Louise d'Alq
Marie-Louise Alquié de Rieupeyroux, dite Louise d'Alq, née le 31 mai 1840 à Paris et morte le 2 août 1910 à Saint-Germain-en-Laye, est une journaliste, éditrice, femme de lettres et traductrice française, connue pour ses romans d'apprentissage, ses traités d'éducation et ses guides de savoir-vivre. Elle est, en outre, la propriétaire et la directrice des journaux Les causeries familières et Paris Charmant.

## Biographie
Louise d'Alq est une amie d'enfance de Blanche Gouilly, future épouse du vicomte Henri de Bornier, et de la poétesse Nina de Callias, dont elle s'inspire pour créer l'une des trois héroïnes de sa nouvelle Consuelo. Souvenirs d'antan, et dont elle publia des lettres ainsi qu'un recueil posthume dans Feuillets parisiens. 
Elle est propriétaire et directrice des journaux Les causeries familières et Paris Charmant.
En 1894, elle reçoit le prix Lambert des Académie française et des Beaux-Arts pour son Anthologie féminine, conjointement avec Albert Cim pour Mes amis et moi et Georges Beaume pour Aux Jardins. Elle est officier de l'Instruction publique et lauréate de la Société d'encouragement au bien.
Elle est morte à la villa Campan, son domicile de la rue de la Villette, à Saint-Germain-en-Laye, à l'âge de 70 ans.
C’est vraisemblablement l’un de ses guides de savoir-vivre qui initia le goût pour les bonnes manières de la future baronne Nadine de Rothschild.

## Publications

### Œuvres originales
- Feuilles éparses, Paris, Bureaux des Causeries familières, s.d., 216 p.
- La conquête de la liberté et L'enfant recueillie : romans pour jeunes filles illustrés de beaux dessins sur bois, Paris, Bureaux des Causeries familières, s.d., 189 p.
- Mme Dacier, sa vie et ses œuvres, Paris, Bureaux des Causeries familières, 1870, 239 p.
- Le Trouble-ménage, Paris, F. Ebhardt, 1877.
- Les Secrets du cabinet de toilette, conseils et recettes par une femme du monde, Paris, Bureaux des Causeries familières, 1881.
- Usages et coutumes de toutes les professions, Paris, Bureaux des Causeries familières, 1881.
- La Lingère et la modiste en famille..., Paris, Bureaux des Causeries familières, 1882.
- Le Maître et la maîtresse de maison, Paris, Bureaux des Causeries familières, 1882.
- Notes d'une mère, Paris, Bureaux des Causeries familières, 1883, 340 p.
- La Science du monde..., Paris, Bureaux des Causeries familières, 1884.
- Le carnet du vieux docteur : causeries humoristiques, Paris, Bureaux des Causeries familières, 1884, 368 p.
- L'Horticulture au salon et au jardin, Paris, Bureaux des Causeries familières, 1885.
- Le Savoir-vivre en toutes les circonstances de la vie, Paris, Bureaux des Causeries familières, 1885, 272 p.
- À travers la vie, Paris, P. Ollendorff, 1887, 300 p.
- La philosophie d'une femme, Paris, Librairie des bibliophiles, 1887, 255 p.
- Les Ouvrages de main en famille, Paris, Bureaux des Causeries familières, 1887.
- Les maladies et les remèdes, Paris, M. Dreyfous, 1890, 315 p.
- Anthologie féminine : anthologie des femmes écrivains, poètes et prosateurs depuis l'origine de la langue française jusqu'à nos jours, Paris, Bureaux des Causeries familières, 1893, 412 p.
- Fortune et ruine, recueil de dix nouvelles, Paris, Bureaux des Causeries familières, 1893.
- Le Nouveau savoir-vivre universel, Paris, Bureaux des Causeries familières, 1895.
- Saynêtes et monologues pour fillettes, jeunes filles et jeunes gens, Paris, Bureaux des Causeries familières, 1896, 103 p.
- Essais pour l'éducation du sens moral : la science de la vie, la vie intime, Paris, Bureaux des Causeries familières, 1896, 184 p.
- Comédies et monologues, Paris, Bureaux des Causeries familières, 1898.
- Consuelo. Souvenirs d'antan, Paris, Bureaux des Causeries familières, 1902.

### Traductions
- Hjalmar-Hjorth Boyelsen (trad. Louise d'Alq), Gunnar ; La vengeance d'Asathor ; Une vertu dangereuse, Paris, Bureaux des Causeries familières, s.d., 152 p.
- Edward Bulwer-Lytton (trad. Louise d'Alq), Glenavril, Paris, Hachette, 1888, 324 p.
- A. de Forest (trad. Louise d'Alq), L'Héritière de Santa-Fé, Paris, Bureaux des Causeries familières, s.d.

### Préface
- Armand Bourgeois (préf. Louise d'Alq), Étude historique sur Louis XVII, suivie de Marie-Thérèse Charlotte de Bourbon depuis sa sortie du Temple jusqu'à son arrivée à Vienne, et d'un post-scriptum à l'arrestation de Louis XVI à Varennes, Paris, H. Daragon, 1905, 45 p.